# Coriaria kingiana
Coriaria kingiana là một loài thực vật có hoa trong họ Coriariaceae. Loài này được Colenso mô tả khoa học đầu tiên năm 1844.